# Louis au ski
Louis au ski est une bande dessinée de Guy Delisle à propos de son fils.